# إراتوسثينس (جبل بحري)
الجبل البحري إراتوسثينس (باللاتينية: Eratosthenes)، جبل بحري يقع في شرق البحر المتوسط بين قبرص ومصر على بعد نحو 100 كم جنوب قبرص الغربية و200 كم شمال دمياط. وهو كتلة جبلية ضخمة مغمورة يبلغ طوله نحو 120 كم وعرضه 80 كم، وتوجد قمته على عمق 690 م تحت سطح البحر، وترتفع نحو 2000 فوق قاع البحر المحيط بها الذي يقع على عمق يصل إلى 2,700 م. جبل إراتوسثينس هو جزء من السهل اللجي إراتوستينس [الإنجليزية] وهو أحد أكبر التضاريس في قاع شرق البحر المتوسط، ويعد من أعلى الجبال البحرية في العالم. سمي الجبل تيمنًا باسم الجغرافي السكندري إراتوستينس الذي كان أول من قدر قطر الأرض.

## الأهمية الجيولوجية
جبل إراتوستينس البحري يوجد على قمة قمع النيل في الطرف الشمالي للصفيحة التكتونية الأفريقية التي تصطدم وتنضغط تحت الصفيحة الأناضولية وحدها الجنوبي هو جزيرة قبرص.
بنية جبل إراتوستينس البحري، الموجود على بعد بضع مئات من الكيلومترات من الحد التكتوني النشط الذي يعود للعصر الطباشيري المتأخر/الثلاثي، لم يتأثر بالأحداث التكتونية الرئيسية في ذلك العصر. كما تعكس البيانات تواجد إراتوستينس عالياً في الطباشيري المتأخر والإيوسين. وتؤيد بيانات النموذج ODP نظرية أن الحد بين الصفيحتين الأفريقية والأناضولية أعيد تنشيطه على شكل القوس القبرصي، بين قبرص وبنية إراتوستينس، في الميوسين المتأخر، من خلال خفض الطبقة الصخرية المحيطية المتبقية من Neotethys الميزوزوي تحت قبرص.
غياب المتبخرات المسينية من جبل إراتوستينس البحري ومن المنخفض المحيط به أكدته بيانات Leg 160. وقد دفعتنا بيانات مماثلة لأن نستنتج أن تلك المنطقة شكلت جزيرة مسينية، انخفضت في زمن بعد المسيني.
الانخفاض بعد المسيني شكـَّل الجبل البحري والخندق الطبيعي المحيط به، والذي بدوره مركـَّب فوق بنية إراتوستينس العالية. الانخفاض الميوسين-پليوسين بطول القوس القبرصي تغير إلى اصطدام بين قبرص وبنية إراتوستينس بعد ازالة الغلاف الصخري المحيطي من تلك الوصلة. وقد أدى تصادم قبرص-إراتوستينس إلى رفع حاد لقبرص الجنوبية منذ نحو 1.5-2 مليون سنة. الرفع النبضي لقبرص، صحبه فيما يبدو انخفاض نبضي لمنطقة إراتوستينس، وهو الأمر الذي يشكل تصادم قاري وشيك في شرق المتوسط. ولذلك فإن جبل إراتوستينس البحري، هو رأس الحربة الممكنة للصدام القاري الوشيك.

### النفط والغاز
معظم إنتاج مصر، سادس دول العالم في احتياطي الغاز الطبيعي، يأتي من حوض دلتا النيل المتكون جنوب جبل إراتوستينس. وكذلك فإن الاكتشافات النفطية والغازية الحديثة على الحدود اللبنانية الإسرائيلية هو في شرق نفس الإقليم الجيولوجي المحيط بجبل إراتوتينس البحري. وكذلك اكتشاف الغاز المقابل لقطاع غزة.

## المسح الجيولوجي الإسرائيلي
وفي الفترة من 17-30 أغسطس 2010، أرسل المسح الجيولوجي الإسرائيلي باستخدام سفينة الاستكشاف نوتيلس، الأمريكية المتمركزة في يالي‌كڤك، تركيا، وذات المركبات الروبوتية الثلاث لأخذ عينات أبحاث من جبل إراتوستينس.
الهدف من المشروع كما يقول د. جون هال من المسح الجيولوجي الإسرائيلي هو استخدام ارسالي سونار كبير متعدد الآشعة لمسح كل الأغراض في المياه «الإسرائيلية». وذلك لأغراض مختلفة منها تقييم احتياطات الغاز والنفط.

## الهامش
1. ↑  "NautilusLive - Eerastosthenes SeaMount". h2o.org.il. مؤرشف من الأصل في 2016-03-04. اطلع عليه بتاريخ 2010-10-12.